# Gocław (Szczecin)
Gocław (do 1945 niem. Gotzlow) – część miasta Szczecina na osiedlu Golęcino-Gocław nad Odrą.
Gocław został włączony w granice Szczecina w 1939 r. łącznie z wieloma innymi wsiami w ramach tzw. Wielkiego Miasta Szczecina.
Gocław jest słabo zaludniony, główne zabudowania znajdują się w ciągu ulic Lipowa - Nad Odrą. Pozostałą część Gocławia zajmują tereny leśne Uroczyska Kupały - Leśne Wzgórze i Zielone Wzgórze (przecina je wysoko położona w stosunku do poziomu Odry ulica Narciarska) a także bezimienne bezleśne wzgórza z działkami rekreacyjnymi i ogrodniczymi (od strony pnącej się stromo w górę ulicy Górskiej).

## Komunikacja
Komunikacją z innymi częściami Szczecina zapewniają linia tramwajowa 6, linie autobusowe: 58, oraz 102 (przez dzielnice Stołczyn i Skolwin do Polic) oraz przelotowa nocna 526. Do 2002 r. czynna była dla przewozów pasażerskich także linia kolejowa Szczecin Główny - Police - Trzebież Szczeciński ze stacją Szczecin Gocław.

## Przystań żeglarska
W Gocławiu znajduje się przystań żeglarska Marina Gocław z pobliskim hotelem i restauracją Jachtowa. W tej przystani cumują różnego rodzaju i wielkości jachty. Rzeka Odra stanowi dla nich linię wyjścia do Zalewu Szczecińskiego, Bałtyku i do jeziora Dąbie.

## Wieża widokowa Gocławska
Do Wieży Gocławskiej można dojść ulicą Narciarską, przecinającą dwa wzgórza. Wieża stoi na Zielonym Wzgórzu i widokową jest tylko z nazwy - obecnie nie jest dostępna dla zwiedzających. Wybudowana w 1921 roku miała na swojej koronie kamienne orły, zrzucone przez rosyjskie czołgi w 1948 roku. Do dziś leżą one między drzewami pobliskiego lasu. Jest malowniczym i monumentalnym elementem pobliskiego krajobrazu, podobnie jak oryginalna architektura budynków na nisko położonej ulicy Lipowej.

## Zdjęcia

Gocław (Szczecin)
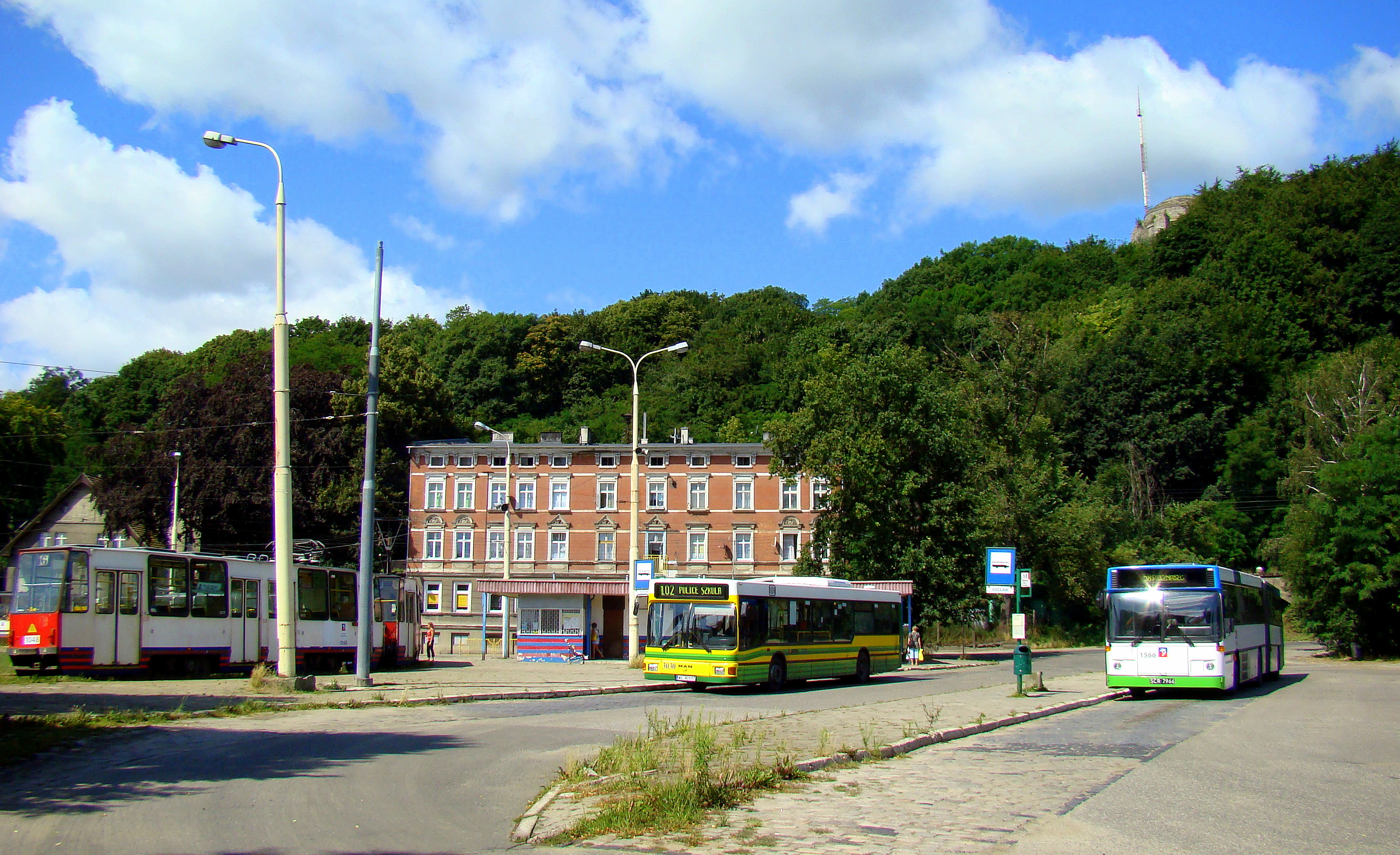
Pętla i część zabudowy Gocławia
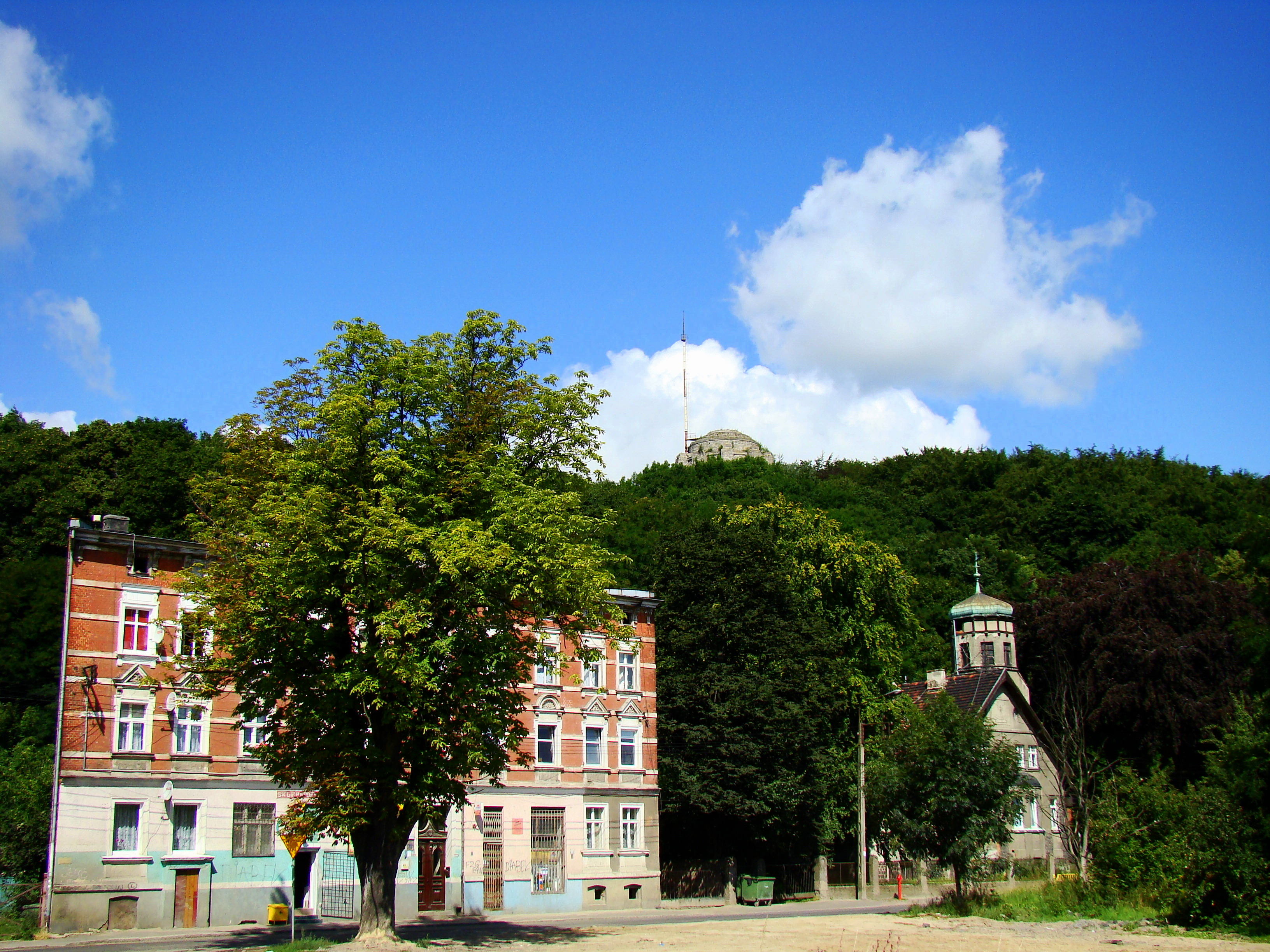
ul. Lipowa w tle Zielone Wzgórze i Wieża Gocławska.
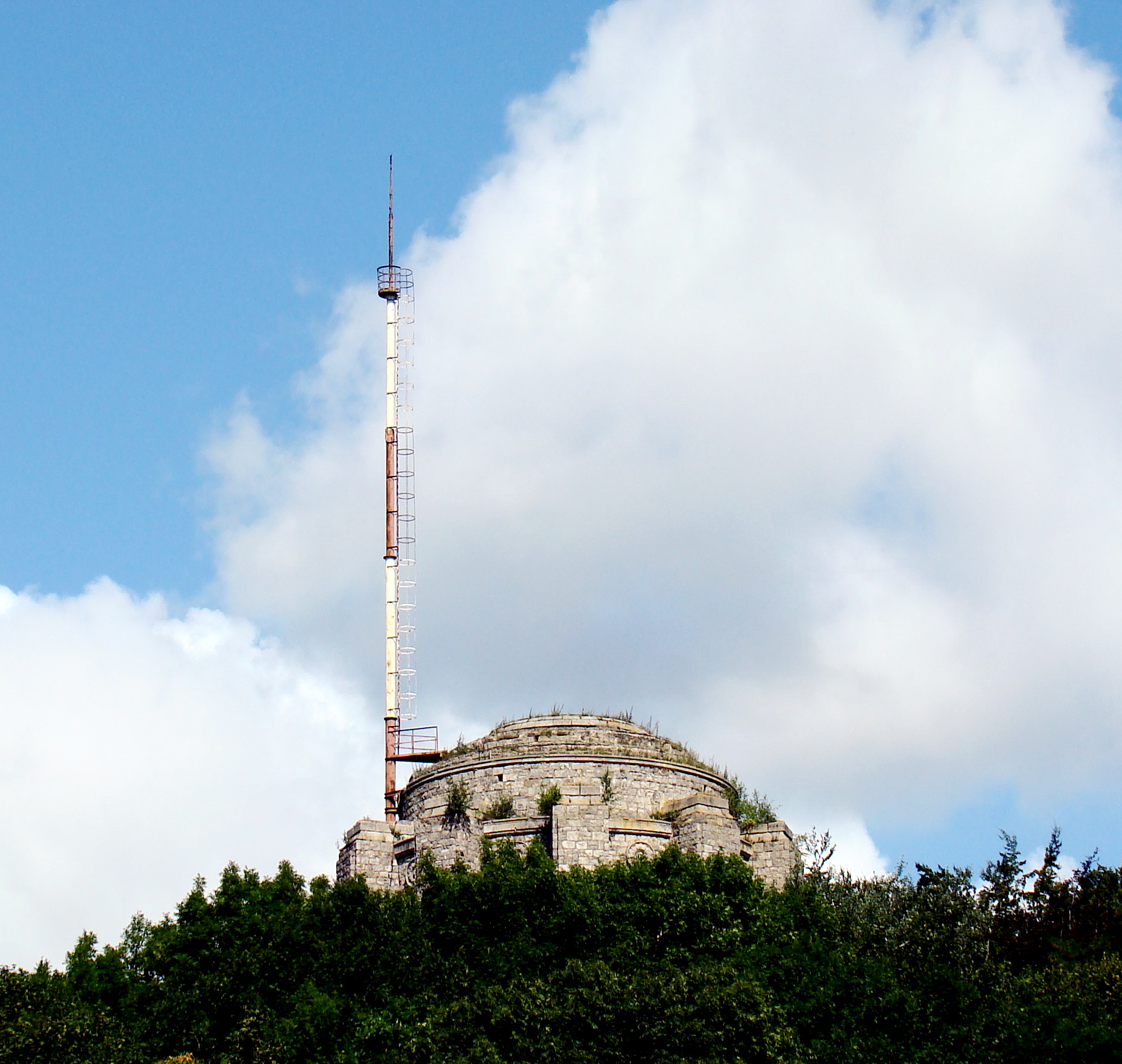
Wieża Gocławska widziana z Gocławia.
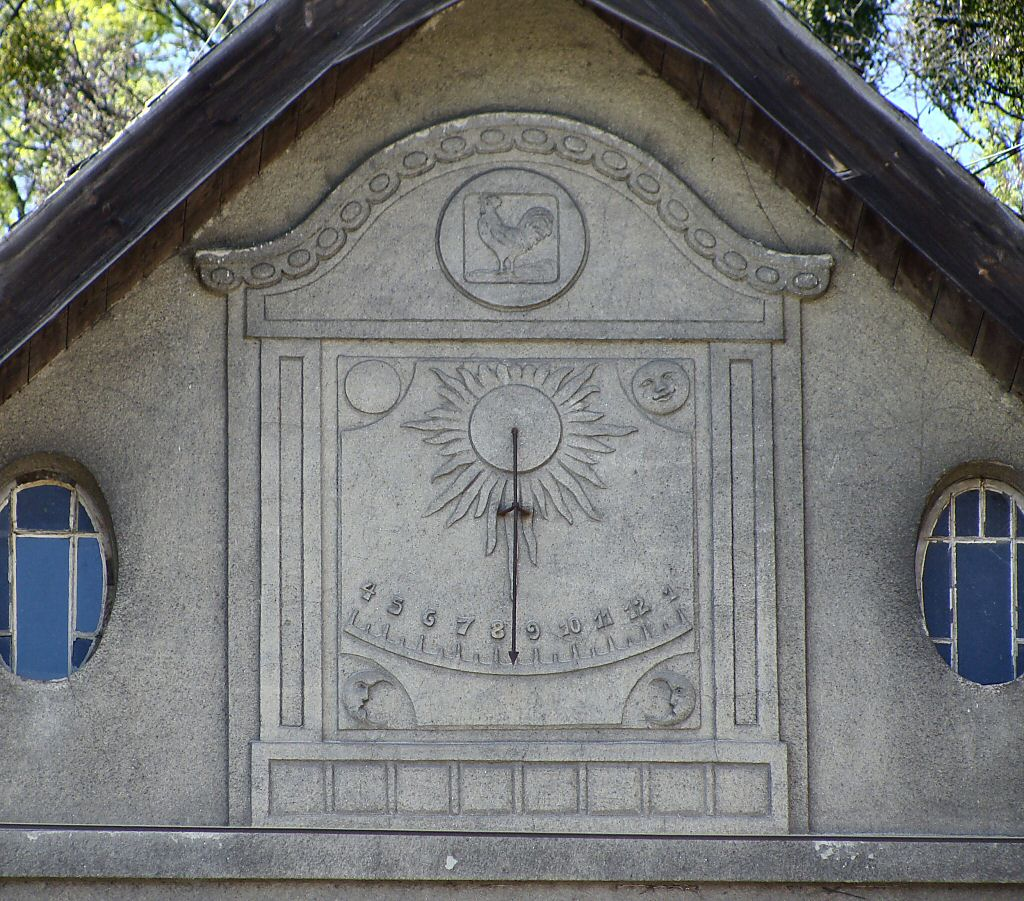
Zegar słoneczny na jednym z domów przy ul. Lipowej.
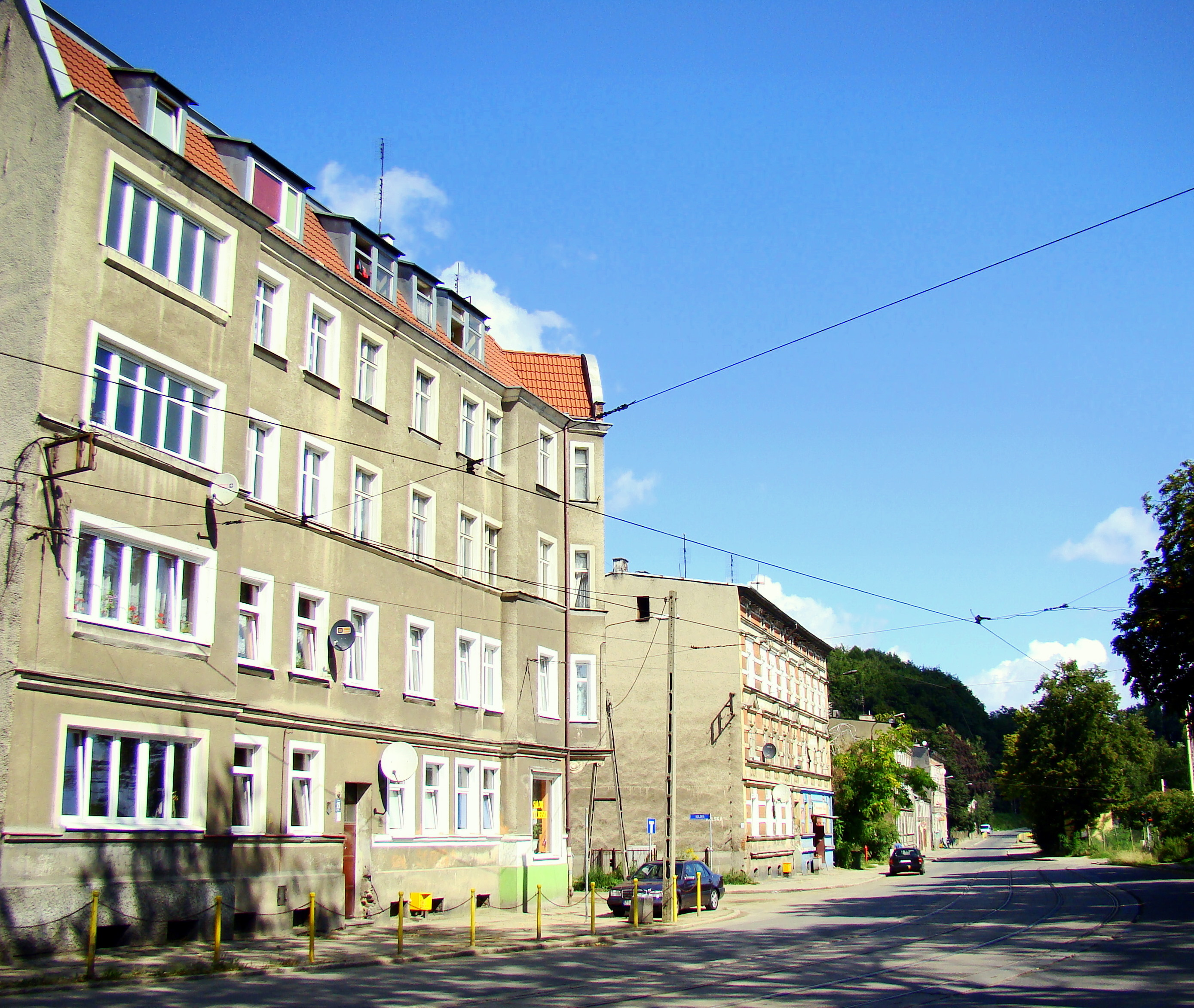
Zabudowa ul. Lipowej.
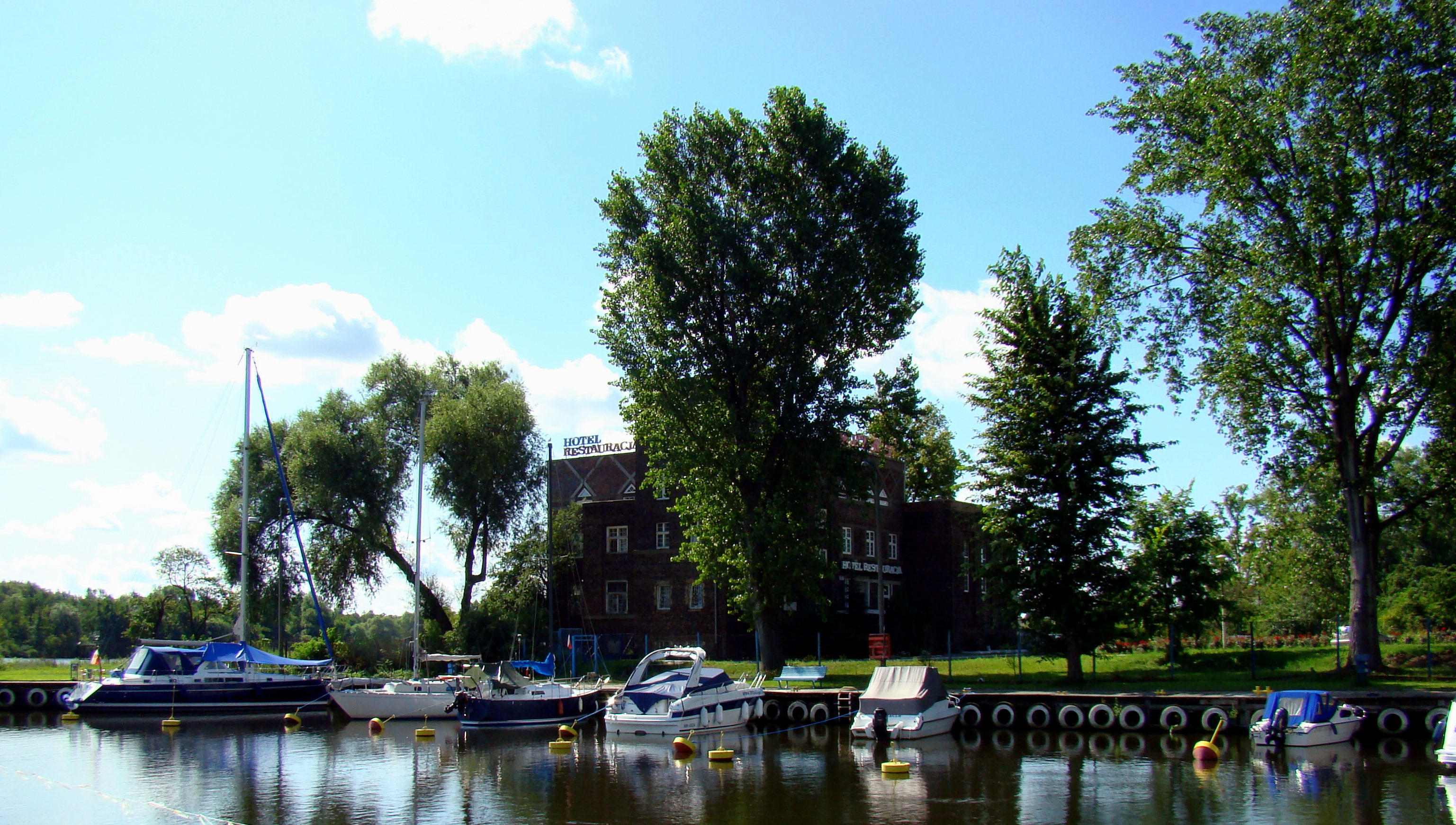
Marina Gocław w tle restauracja Jachtowa.